# Claude Carrara
Pour les articles homonymes, voir Carrara.
Claude Carrara, né le 28 avril 1947 à Fréjus (Var), est un footballeur français qui évoluait au poste d'attaquant. 

## Biographie
Il fut professionnel au SC Toulon en Division 2 avant d'aller jouer à Tahiti. 
Il fut vice-champion d'Océanie en 1973 avec Tahiti et de nombreuses fois champion de Tahiti avec l'AS Central Sport puis la JS Arue. 